# I. Korps (Bundeswehr)

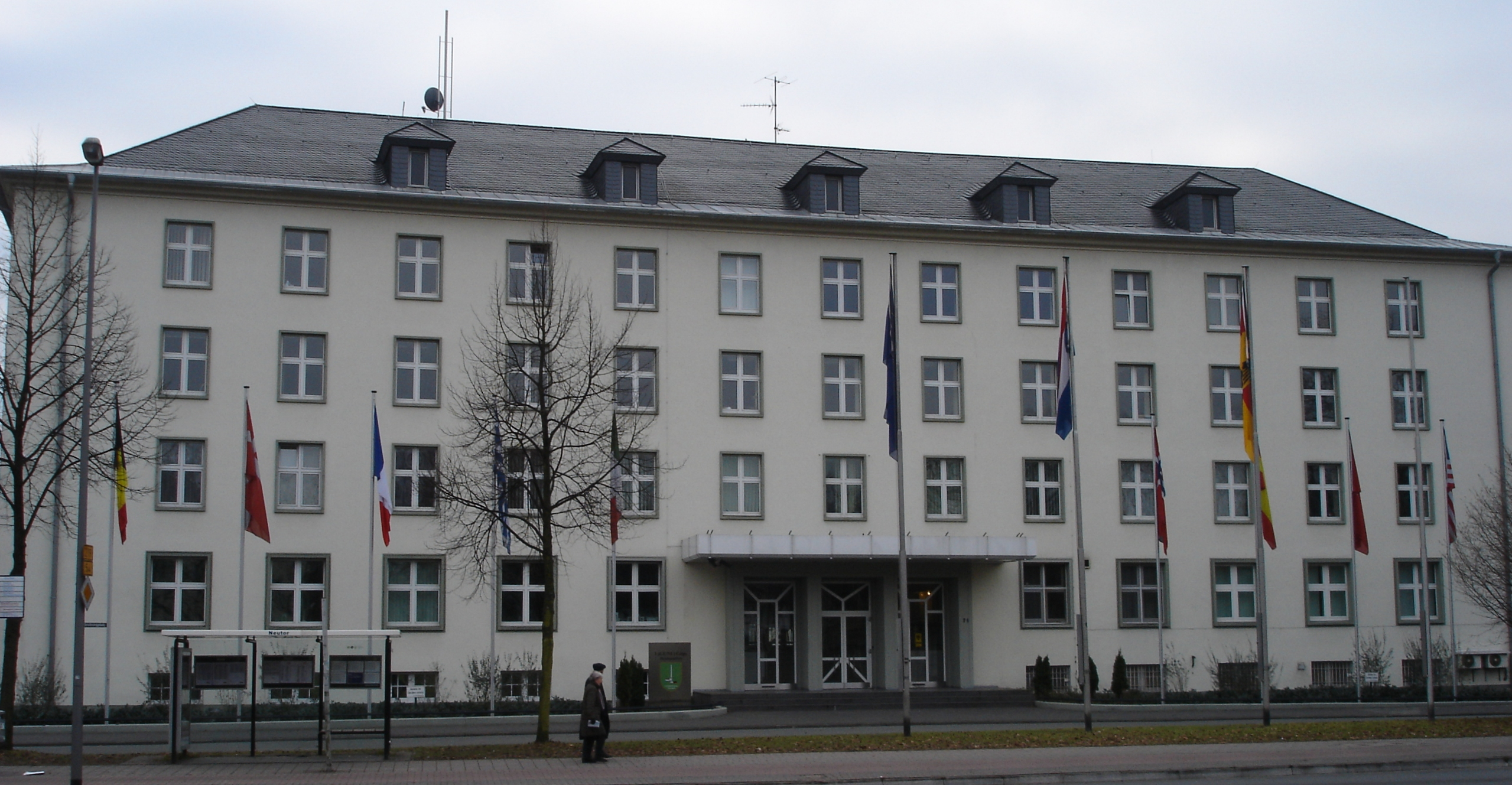
Das ehemalige Stabsgebäude des I. Korps, das ehemalige Generalkommando und seit 1995 Sitz des 1. Deutsch-Niederländischen Korps am Schlossplatz in Münster.

Das I. Korps war ein Großverband des Heeres der Bundeswehr in Münster. Es bestand von 1956 bis 1995. Aus ihm ging das 1. Deutsch-Niederländische Korps hervor.

## Verbandsabzeichen
Das Verbandsabzeichen glich bis auf die Korpsnummer „I“ dem Verbandsabzeichen aller Korps des Heeres. Es zeigte als deutsches Hoheitssymbol den Bundesadler. Die Farbgebung ist an die der Flagge Deutschlands angelehnt. Das Abzeichen wurde von den Soldaten der Korpstruppen sowie des Stabes des Korps am linken Ärmel des Dienstanzugs getragen. Der geflochtene schwarz-gelbe (schwarz-goldene) Rand bezeugte die Stellung als Korps.

## Geschichte

### Heeresstruktur I (1956–1959)
Als vorbereitende Maßnahme zur Aufstellung eines neuen Großverbandes traf am 2. Juli 1956 ein Vorauskommando des Heeresstabes I in Münster ein. Es nutzte dabei das Gebäude des alten Generalkommandos am Schlossplatz. Bis der Heeresstab I am 15. September 1956 dem Bundesministerium für Verteidigung unterstellt wurde, wurde der Verband zunächst vom Aufstellungsstab Nord geführt, der sich in Hannover befand. Die Umbenennung in „I. Korps“ erfolgte am 1. Oktober 1956. Am 1. Juli 1957, also ein Jahr nach der Aufstellung, wurde das Korps der NATO unterstellt.
Zu den ersten Verbänden, die dem I. Korps zugeordnet wurden, gehörten die 1. Grenadierdivision in Hannover sowie die 3. Panzerdivision aus Hamburg, die beide am 15. September 1956 dem Korps unterstellt wurden. Weitere Verbände waren die zunächst in Hamburg aufgestellte 6. Grenadierdivision, welche dem I. Korps aber nur in Friedenszeiten zugeordnet war, und die am 1. August 1958 aufgestellte 7. Panzerdivision in Lippstadt, die bereits zum 1. Dezember 1958 an das III. Korps abgegeben wurde.
Neben den unterstellten Großverbänden wurden auch eine Reihe von Stabstruppen und Unterstützungseinheiten aufgestellt, wie das am 3. Januar 1957 in Lübberstedt aufgestellte Feldzeugregiment 502. Nachdem dieses 1958 seinen Standort nach Bielefeld verlegte, wurde es 1959 zum Instandsetzungskommando 1 umgewandelt. Ebenfalls 1957 aufgestellt wurde der Korpsartilleriekommando 401 am 1. Juni. Nachdem es im Verlauf des Jahres von Munster über Bielefeld nach Münster verlegte, wurde es abschließend in das Artilleriekommando 1 umgewandelt. Am 1. November 1957 erfolgte die Aufstellung des Quartiermeisterregiments 901 in Coesfeld, dem späteren Nachschubkommando 1 in Rheine. Als letzte Einheit im Rahmen der Heeresstruktur 1 wurde am 1. September 1958 in Münster das Korpspionierkommando 701 aufgestellt, aus dem im weiteren Verlauf das Pionierkommando 1 wurde.

### Heeresstruktur II (1959–1970)
Mitten in der Umstellung zur Heeresstruktur II, von der das I. Korps aufgrund der immer noch aktiven Aufstellungsphase weniger betroffen war, erfolgte die Aufstellung der letzten Division des Korps, der 11. Panzergrenadierdivision in Oldenburg.
Auch die Korpstruppen selbst wurden weiter aufgestockt. So erfolgte zum 1. Juli 1959 in Münster die Aufstellung des Korpsheeresfliegerkommandos 1, aus dem später das Heeresfliegerkommando 1 werden sollte. Ebenfalls in Münster wurde zum 1. Januar 1960 das Korpssanitätskommando 1 aufgestellt. Aus ihm bildete sich im weiteren Verlauf das Sanitätskommando 1. Als dritte neue Einheit in Münster erfolgte am 17. November 1960 die Aufstellung des Korpsfernmeldekommandos 1, dem späteren Fernmeldekommando 1. Als letzte neue Einheit wurde am 1. April 1962 das Flugabwehrkommando 1 aufgestellt. Mit diesem eigenen Kommando des späteren Flugabwehrkommandos 1 besaßen die Flugabwehrtruppen ein eigenes Kommando, nachdem sie zuvor die Führung des Artilleriekommandos 1 übernommen hatten. Mangels eigener Flugabwehrverbände beschränkte sich die Führung des neuen Kommandos bis 1970 nur auf die Flugabwehrbataillone der unterstellten Divisionen.
Insgesamt dauerte die Phase der Aufstellung bis zum 31. Dezember 1964. Ab diesem Zeitpunkt waren dem Korps rund 87.000 Soldaten unterstellt.

### Heeresstruktur III (1970–1981)
Mit Inkrafttreten der Heeresstruktur III wurden dem I. Korps erstmals eigene Kampftruppen zugeordnet. Dazu wurde am 1. April 1970 in Hemer das bereits 1975 wieder aufgelöste Panzerregiment 100 aufgestellt. Eine weitere neue Einheit war die Luftlandebrigade 27, die eigentlich der 1. Luftlandedivision in Bruchsal unterstand, im Einsatz allerdings dem I. Korps unterstellt war. Zudem kam die 1958 an das III. Korps abgegebene 7. Panzerdivision wieder unter das Kommando des I. Korps, dessen Mannstärke damit auf rund 114.000 Mann anwuchs und somit etwa ein Viertel aller Bundeswehrsoldaten zu dieser Zeit befehligte.
Eine weitere Stärkung erfolgte bei den fliegenden Einheiten. Nachdem im Jahre 1971 sowohl ein leichtes als auch mittleres Heeresfliegertransportregiment aufgestellt wurden, erfolgte 1979 die Aufstellung eines Panzerabwehrhubschrauberregiments (Heeresfliegerregiment 16) in Wietzenbruch. Mit dem 1970 aufgestellten Flugabwehrbataillon 110 in Wuppertal und dem Reservebataillon in Greven erhielt nach über zehn Jahren das Flugabwehrkommando 1 erstmals eigene Truppen.
Das I. Korps wies zudem zwei Besonderheiten auf. So war das zwischen 1971 und 1986 in Budel in den Niederlanden aufgestellte Sanitätsbataillon 110 der einzige Truppenteil des Korps, der im Ausland stationiert war. Eine weitere Besonderheit war das Nachschubausbildungszentrum 100 in Leese. Es diente der Ausbildung der Reservisten der Nachschubeinheiten.

### Heeresstruktur IV (1981–1991)
Im Rahmen der Heeresstruktur IV kam es nur zu wenigen Änderungen. In den 1980er Jahren erfolgten Modernisierungen bei den Flugabwehrtruppen, in dessen Rahmen das Flugabwehrbataillon 110 zum Flugabwehrregiment 100 aufgestockt und mit dem Flugabwehrpanzer Roland ausgerüstet wurde. Die bisherigen Rohrwaffen wurden an die Reservebataillone 130 und 140 in Greven abgegeben. Eine ähnliche Veränderung durchlief die Korpsartillerie, die ihre Waffen an die Divisionsartillerie abgab. Als einzige Einheit verblieb dem Artilleriekommando 1 das mit Nuklearwaffen ausgerüstete Raketenartilleriebataillon 150 in Wesel.
Dem I. Korps unterstellt waren 1989 u. a. folgende Großverbände und Korpstruppen:
1. Panzerdivision, Hannover
Panzergrenadierbrigade 1, Hildesheim
Panzerbrigade 2, Braunschweig
Panzerbrigade 3 „Weser-Leine“, Nienburg
3. Panzerdivision, Buxtehude
Panzergrenadierbrigade 7, Hamburg
Panzerbrigade 8, Lüneburg
Panzerlehrbrigade 9, Munster
7. Panzerdivision, Unna
Panzergrenadierbrigade 19, Ahlen
Panzerbrigade 20 „Märkisches Sauerland“, Iserlohn
Panzerbrigade 21 „Lipperland“, Augustdorf
6. Panzergrenadierdivision, Neumünster (im Verteidigungsfall Wechsel zu LANDJUT)
Panzergrenadierbrigade 16, Wentorf
Panzergrenadierbrigade 17, Hamburg
Panzerbrigade 18, Boostedt
11. Panzergrenadierdivision, Oldenburg
Panzergrenadierbrigade 31 "Die Oldenburgische", Oldenburg
Panzergrenadierbrigade 32, Schwanewede
Panzerbrigade 33 „Celle“, Celle
Luftlandebrigade 27, Lippstadt
Artilleriekommando 1, Münster
Raketenartilleriebataillon 150, Wesel
Nachschubbataillon Sw 120, Werlte
Sicherungsbataillon 100, Ahaus
Drohnenbatterie 100, Coesfeld
Heeresfliegerkommando 1, Handorf
Flugabwehrkommando 1, Münster
Pionierkommando 1, Münster
Fernmeldekommando 1, Münster
Nachschubkommando 1, Rheine
Instandsetzungskommando 1, Bielefeld
Sanitätskommando 1, Münster
ABC-Abwehrbataillon, Emden
Feldjägerbataillon
Heeresmusikkorps 1

### Auflösung
Nach der Deutschen Wiedervereinigung und dem Ende des Kalten Krieges begann eine tiefgreifende Umstrukturierung der Bundeswehr. In diesem Rahmen erfolgte eine Truppenreduzierung bei gleichzeitiger Neuausrichtung auf internationale Einsätze. So wurden unter anderem im September 1993 diverse Korpstruppen wie das Flugabwehrkommando 1, das Pionierkommando 1 und das Sanitätskommando 1 aufgelöst. Für das I. Korps selbst sahen die Planungen zunächst vor, dass es mit dem Territorialkommando Nord in Mönchengladbach vereint werden sollte. Allerdings führten neue Überlegungen zu multinationalen Einheiten dazu, dass das I. Korps zum August 1995 aufgelöst wurde. An seine Stelle trat als Nachfolger das 1. Deutsch-Niederländische Korps.

## Kommandierende Generale
| Nr. | Name                                              | Beginn der Berufung | Ende der Berufung  |
| --- | ------------------------------------------------- | ------------------- | ------------------ |
| 15  | Generalleutnant Hannsjörn Boës                    | 1. Oktober 1991     | 31. August 1995    |
| 14  | Generalleutnant Klaus Naumann                     | 1. April 1991       | 30. September 1991 |
| 13  | Generalleutnant Jörn Söder                        | 1. April 1988       | 31. März 1991      |
| 12  | Generalleutnant Dieter Clauß                      | 1. April 1986       | 31. März 1988      |
| 11  | Generalleutnant Gerhard Wachter                   | 1. Oktober 1982     | 31. März 1986      |
| 10  | Generalleutnant Kurt von der Osten                | 1. Oktober 1979     | 30. September 1982 |
| 9   | Generalleutnant Ferdinand von Senger und Etterlin | 1. April 1978       | 30. September 1979 |
| 8   | Generalleutnant Hans-Heinrich Klein               | 1. Oktober 1974     | 31. März 1978      |
| 7   | Generalleutnant Hans Hinrichs                     | 1. Oktober 1970     | 30. September 1974 |
| 6   | Generalleutnant Otto Uechtritz                    | 15. Januar 1968     | 30. September 1970 |
| 5   | Generalleutnant Jürgen Bennecke                   | 1. Oktober 1966     | 14. Januar 1968    |
| 4   | Generalleutnant Wilhelm Meyer-Detring             | 1. Oktober 1963     | 30. September 1966 |
| 3   | Generalleutnant Heinz Trettner                    | 1. März 1960        | 30. September 1963 |
| 2   | Generalleutnant Gerhard Matzky                    | 2. April 1957       | 29. Februar 1960   |
| 1   | Generalmajor Curt Siewert                         | 8. Oktober 1956     | 31. März 1957      |